# 歩兵第102連隊
歩兵第102連隊（ほへいだい102れんたい、歩兵第百二聯隊）は、大日本帝国陸軍の連隊のひとつ。

## 沿革
- 1937年（昭和12年）

秋 - 特設第114師団の編成に伴い第14師団管内の水戸歩兵第2連隊補充隊にて予備役、後備役の召集を開始。
10月18日 - 軍旗拝受、そののちに中国大陸に派遣され杭州湾金山衛に上陸し、嘉興、湖州、長興県、宣興で戦闘する
12月1日 - 南京攻略戦を開始
12月13日 - 南京城中華門の突破に成功
- 1938年（昭和13年）

2月 - 本連隊は北支那方面軍隷下に転用され河北省、山東省の鉄道警備にあたる
5月18日 - 徐州会戦に参加
- 1939年（昭和14年）

7月 - 復員下令され、水戸へ帰還
9月9日 - 軍旗を奉還し解隊される
- 1940年（昭和15年）8月 - 第51師団隷下で再編成される
- 1941年（昭和16年）8月 - 第23軍転用となり広東付近の警備にあたる
- 1942年（昭和17年）11月21日 - 黄ホ港を出港し東部ニューギニアへ向かう
- 1943年（昭和18年）

1月7日 - ラエ付近に上陸、サラモアの海軍部隊の救援に赴く
3月 - ムボへ後退する。サラモア作戦でキアリに転戦、その後連合軍がキアリに上陸しハンサ、ウェワクへ後退する
- 1944年（昭和19年）4月 - セピックに移動しマリエンベルグ付近にて防御にあたる
- 1945年（昭和20年）8月 - 終戦

## 歴代連隊長
| 第一次 |            |                        |                          |
| 1      | 千葉小太郎 | 1937.10.12 - 1939.4.10 | 戦病死、功三級旭二、少将 |
| 2      | 丸岡康平   | 1939.4.15 -            | 1939.9.9復員             |
| 第二次 |            |                        |                          |
| 1      | 丸岡康平   | 1940.9.7 -             |                          |
| 2      | 堀慶二郎   | 1943.5.22 -            |                          |